# Ilha das Bruxas
Ilhas das Bruxas é uma minissérie brasileira que foi produzida pela extinta Rede Manchete e exibida de 4 a 28 de março de 1991. 
Primeira, e única minissérie escrita por Paulo Figueiredo, foi dirigida por Henrique Martins e Álvaro Fugulin e contou com o primeiro papel de galã de Irving São Paulo fora da Rede Globo.

## Trama
Os mistérios de uma lenda na Ilha de Santa Catarina, onde a herança herdada da colonização açoriana leva a população a render cultos às bruxas. No ano de 1919, Pedro (irving São Paulo) é um jovem pescador noivo de Alice (Daniela Camargo), filha de Giuliano (Eduardo Conde) e Alma (Denise Del Vecchio), e neta da influente Ludovica (Miriam Pires). O noivado dele é alvo de inveja do jovem Washinghton (Nelson Freitas), filho do agricultor Geraldo (Umberto Magnani), o homem mais influente da cidade.
Mas Pedro é alvo de cobiça de uma força maior. Ele é alvo de Selena (Dedina Bernardelli), uma jovem bruxa que sai durante a noite, para enfeitiçá-lo e seduzi-lo. Mas Selena esconde um poderoso segredo, que faz com que ela fique intimamente ligada com Ludovica, a líder das bruxas da Ilha de Santa Catarina. Ludovica influencia Aquilina (Maria Helena Dias), Domingas (Desireé Vignolli) e Mariana (Ana Cecília Costa) e uma grande legião de mulheres revoltadas com a opressão masculina, que se reúnem na floresta para realizarem rituais pagãos e bruxarias para oprimirem os homens com seus feitiços. Para rebater essa bruxaria, Ludovica tem que enfrentar o poder de Constância (Wanda Cosmo), uma bruxa do bem, e o Doutor Benzedor (Isaac Bardavid), que além de curandeiro da vila, é pai de Pedro.
Próximo ao final da trama, Ludovica acaba perecendo e as bruxas acabam perdendo seus poderes das mais diversas maneiras. No entanto, nas últimas cenas, vemos o professor William (Rubens Corrêa) - que era pesquisador da ilha e que acabara perdendo a visão devido a ter visto uma das bruxas seminuas que o atacou através da fechadura de uma porta - que fala em uma sala para seus alunos se existem ou não bruxas, o que a mulher ao seu lado confirma que sim, onde a câmera fecha em seu rosto enigmático, sorrindo de forma contida e misteriosa e terminando assim a minissérie.

## Produção
Como várias minisséries da Manchete na época, Ilha das Bruxas teve muitas externas. Neste caso, o foco era mostrar a beleza rural da Ilha de Santa Catarina (Florianópolis), onde a direção de arte teve um capricho em reconstruir um vilarejo da época de 1919. O figurino das bruxas foi baseado em roupas antigas vinda da região de Açores, já que os açorianos ajudaram a colonizar a região de Florianópolis.
É notável a ausência de uma trilha sonora cantada, já que as músicas incidentais utilizadas resumiam-se a cantos e gemidos de mulheres, dando um tom ainda mais soturno à produção, condizente com a proposta da minissérie, que possuía em seu enredo elementos de terror, suspense, mistério, sobrenatural e bruxaria.
Outro fato de relevante notabilidade é a de que a trama possui uma classificação indicativa de "Não recomendado para menores de 18 anos", raríssima na televisão brasileira, possivelmente pelas cenas de nudez, na maioria das vezes, feminina e por ter sido uma produção extremamente polêmica, tanto pela temática obscura como pelas cenas fortes, dentre elas, é quando as bruxas sequestram um bebê e o matam durante um ritual de bruxaria para beberem seu sangue. Cenas de sexo bastante ousadas, além de pragas das bruxas envolvendo animais perigosos como cobras, aranhas e morcegos, deixaram a trama ainda mais densa e assustadora.

## Elenco
| Ator               | Personagem        |
| ------------------ | ----------------- |
| Irving São Paulo   | Pedro             |
| Daniela Camargo    | Alice             |
| Miriam Pires       | Ludovica          |
| Dedina Bernardelli | Selena            |
| Isaac Bardavid     | Doutor Benzedeiro |
| Wanda Kosmo        | Constância        |
| Umberto Magnani    | Geraldo           |
| Maria Helena Dias  | Aquilina          |
| Denise Del Vecchio | Alma              |
| Eduardo Conde      | Giuliano          |
| Rubens Corrêa      | William           |
| Desirée Vignolli   | Domingas          |
| Nelson Freitas     | Washington        |
| Ana Cecília Costa  | Mariana           |
| Júlia Lemmertz     | Jéssica           |
| Camilo Bevilacqua  | Leandro           |
| Breno Bonin        | Antero            |
| Leonardo Franco    | Miguel            |
| André Gonçalves    | Tonico            |

## Reprises
A minissérie foi reprisada três vezes. Na primeira, foi exibida de 6 de abril a 1º de maio de 1992, em 23 capítulos; na segunda, de 21 de novembro a 16 de dezembro de 1994, em 20 capítulos e na terceira entre 5 de maio  a 23 de junho de 2012 na página da Rede Manchete no Facebook.